# Anlaug Amanda Djupvik
Anlaug Amanda Djupvik es una astrónoma noruega. Su campo principal de investigación es la formación estelar y el origen de la función de masa inicial.
Ella utilizaba Kaas como apellido (debido al matrimonio), pero lo cambió a Djupvik en 2004. Nació en Førde, una pequeña ciudad en la costa oeste de Noruega. Creció en un pueblo aún más pequeño llamado Leikong en la isla de Gurskøy, que se encuentra al sur de la ciudad de Ålesund. Comenzó sus estudios universitario en el Instituto de Astrofísica Teórica en Oslo en agosto de 1986. En enero de 1992, obtuvo el Máster de Ciencias con su tesis Observaciones y análisis de los fenómenos mutuos de los satélites galileanos en 1990-1991 , supervisado por Kaare Aksnes. 
| 32892 Prufrock | 22 de febrero de 1994 | MPC |

Desde enero de 1992 hasta abril de 1994, trabajó como astrónoma de apoyo en el Telescopio Óptico Nórdico (NOT) del Observatorio Roque de los Muchachos en La Palma, Islas Canarias, un puesto estudiantil financiado por Norges forskningsråd (Consejo de Investigación de Noruega), donde descubrió el asteroide exterior del cinturón principal (32892) 1994 DW el 22 de febrero. De abril de 1994 a abril de 1999, hizo sus estudios de Doctorado en el Observatorio de Estocolmo, Saltsjöbaden, Suecia, bajo la supervisión de Göran Olofsson. 
Desde mayo de 1999 hasta mayo de 2000, ocupó un puesto de posdoctorado en la División de Astrofísica de la Agencia Espacial Europea , ESTEC, Noordwijk, en colaboración con Malcolm Fridlund.  En el período 2000-2002, fue miembro de un comité del Consejo Noruego de Investigación.  Desde mayo de 2000, ha sido astrónoma en el NOT, primero como astrónoma adjunta a cargo y más tarde, en 2002, como astrónoma a cargo. 